# ماركيز دي سانت روث
ماركيز دي سانت روث (بالفرنسية: Charles Chalmont de Saint-Ruth)‏ هو عسكري فرنسي، ولد في 1650 في فرنسا، وتوفي في 12 يوليو 1691 في Aughrim, County Galway ‏ في جمهورية أيرلندا بسبب قتل في المعركة.